# Diatraea maritima
Diatraea maritima là một loài bướm đêm trong họ Crambidae.